# (12845) Crick
(12845) Crick (1997 JM15) – planetoida z grupy pasa głównego asteroid okrążająca Słońce w ciągu 4,68 lat w średniej odległości 2,8 j.a. Odkryta 3 maja 1997 roku.